# UFRaw
UFRaw (англ. Unidentified Flying Raw — «неопознанный летающий Raw», по аналогии с UFO — неопознанным летающим объектом) — компьютерная программа для конвертирования, «проявки» фотографий из необработанного формата Raw в графические форматы. Программа основана на исходных кодах dcraw, благодаря чему поддерживает большое количество Raw-форматов от различных производителей цифровых фотокамер.
UFRaw является свободным программным обеспечением под лицензией GNU GPL для операционных систем: Linux, Mac OS X и других UNIX-подобных, Windows. Написано на языках программирования C и C++.

## Возможности
- Экспорт в 8/16‐разрядные (по умолчанию 8) графические форматы: TIFF, JPEG, PNG, PNM (PPM), FITS.
- Встраивание EXIF-метаданных в экспортируемые форматы JPEG и PNG.
- Пакетная обработка в интерфейсе командной строки (команда «ufraw-batch»), или в графическом интерфейсе при совместном использовании с программой Geeqie.
- Может работать как плагин для графических редакторов GIMP и CinePaint.
- Поддержка заводских предустановок баланса белого, автоматический баланс белого.
- Экспокоррекция ±6 шагов, автокоррекция.
- Сохранение части тона и насыщенности при восстановлении с увеличенной экспозицией.
- Алгоритмы дебайеризации (интерполяции): AHD, VNG, VNG для 4-х цветов, PPG, билинейная.
- Настраиваемая динамическая гистограмма и гистограмма Raw.
- Масштабирование и навигация по увеличенному отображению снимка.
- Вейвлетное шумоподавление.
- Коррекция искажений объективов: хроматические аберрации, дисторсия, виньетирование, выбор геометрии объектива.
- Управление цветом (профиль камеры, профиль монитора, целевой профиль).
- Кадрирование (с ограничением по соотношению сторон), вращение, зеркалирование.

## Используемые компоненты
- Dcraw — декодирование и проявка «цифровых негативов» (включено в состав UFRaw).
- Gtkimageview — виджет для отображения снимка в графической среде GTK+.
- LittleCMS (lcms2) — управление цветом.
- Exif2 — работа с форматами метаданных EXIF и IPTC.
- Lensfun — корректировка искажений объективов.
- Cfitsio — экспорт в формат FITS.

## Статьи
- Владимир Родионов. Программное обеспечение цифровой фотографии. Часть 2. iXBT.com (20 ноября 2008). Дата обращения: 4 мая 2013.
- Юрий Меркулов. Путеводитель по RAW-конверторам. iXBT.com (11 июля 2006). Дата обращения: 4 мая 2013.